# Weingarten

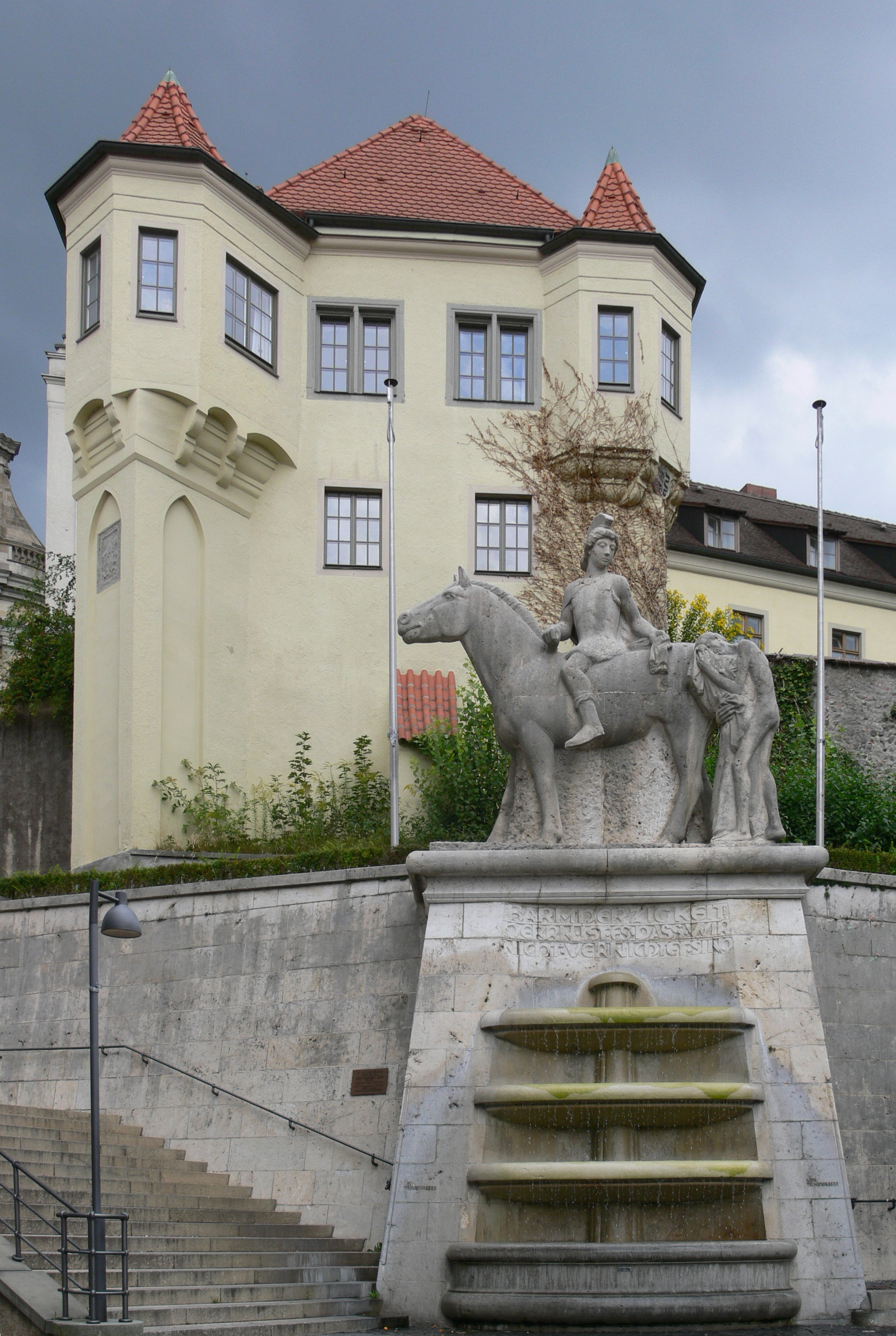

Weingarten (in svevo Wãẽgaade) è una città tedesca situata nel land del Baden-Württemberg. La città era precedentemente nota come Altdorf e fu rinominata nel 1865.
È divenuto famoso per la sua grandiosa abbazia barocca.

## Monumenti e luoghi d'interesse
- Abbazia di Weingarten
- Museo degli Alemanni

## Cultura

### Eventi
- Processione del Santo Sangue

## Amministrazione

### Gemellaggi
- Burgusio, frazione di Malles Venosta, dal 1959
- Bron, dal 1963
- Blumenau, dagli anni '70
- Brėst, dal 1989, gemellaggio dei cinque comuni appartenenti al GVV Mittleres Schussental
- Grimma, dal 1990
- Mantova, dal 1998[2]